# Aqueduto Mathur
O Aqueduto Mathur (em tâmil: மாத்தூர் தொட்டிப் பாலம) é um aqueduto no sul da Índia, no distrito de Kanyakumari, estado de Tâmil Nadu. Construído sobre o rio Pahrali (também chamado Parazhiyar), toma o nome de Mathur, uma aldeia perto do aqueduto, o qual se situa a cerca de 3 km de Thiruvattar e a cerca de 60 km de Kanyakumari, a cidade mais a sul da Índia. É um dos aquedutos mais longos e mais altos no sul da Ásia], e também é lugar turístico popular no distrito de Kanyakumari. A estação ferroviária mais próxima é Kullithurai que está a cerca de 15 km, e o aeroporto mais próximo é o Aeroporto Internacional de Trivandrum, a cerca de 70 km.